# Lanark (circonscription du Parlement d'Écosse)
Pour les articles homonymes, voir Lanark (homonymie).
Lanark dans le Lanarkshire était un Burgh royal qui a élu un Commissaire au Parlement d'Écosse et à la Convention des États.
Après les Actes d'Union de 1707, Lanark, Linlithgow, Peebles et Selkirk ont formé le district de Lanark, envoyant un membre à la Chambre des communes de Grande-Bretagne.

## Liste des commissaires de burgh
- 1661–63, 1665 convention, 1667 convention, 1669–74: Patrick Bissett, bailli [1]
- 1678 convention: Thomas Stoddart [2]
- 1681–82: William Wilkie, commissaire, bailli [3]
- 1685: James Weir, marchand [4]
- 1686: James Hair [4]
- 1689 convention, 1689–1702: Thomas Hamilton, bailli  [5]
- 1702–07: William Carmichaell, avocat [6]